# لفوت پایین
لفوت پایین، روستایی است از توابع شهرستان و بخش آستانه اشرفیه در استان گیلان ایران.

## جمعیت
این روستا در دهستان گورکا قرار دارد و براساس سرشماری مرکز آمار ایران در سال ۱۳۸۵، جمعیت آن ۳۰۴ نفر (۹۰خانوار) بوده‌است.